# Liza Weil
Liza Rebecca Weil (Passaic, 5 giugno 1977) è un'attrice statunitense, nota per il ruolo di Paris Geller nella serie televisiva Una mamma per amica e di Bonnie Winterbottom ne Le regole del delitto perfetto.

## Biografia
Entrambi i genitori di Liza, Lisa e Marc, sono attori, e per seguire il loro lavoro ha spesso viaggiato in Europa. Nel 1984, all'età di 7 anni, si stabilì a Lansdale, in Pennsylvania. Fece molte audizioni a New York e recitò sia a Broadway che a Filadelfia. Nel 1995 si è diplomata alla North Penn High School.
Apparve per la prima volta in televisione in due episodi di The Adventures of Pete. Nella terza stagione di Una mamma per amica, Liza è riuscita a far ottenere una piccola parte nella serie alla sorella Samantha. Nel 1998 esordisce nel cinema nel film Ragazze contro di Susan Skoog.
Nel 2009 ha partecipato ad un episodio di Grey's Anatomy nel ruolo di una paziente. Sempre nello stesso anno appare in CSI - Scena del crimine. Nel 2011 ha partecipato all'episodio 15 della quarta stagione di Private Practice, interpretando una paziente, serie dove recita suo marito Paul Adelstein (nel ruolo del dottor Cooper Freedman). Nel 2012 prende parte ad alcuni episodi della serie TV Scandal, nel ruolo di Amanda Tanner.
Nel 2013 recita nella serie TV della ABC Bunheads.
Dal 2014 entra a far parte del cast di Le regole del delitto perfetto, dove interpreta Bonnie Winterbottom, associato legale di Annalise Keating (Viola Davis).

## Filmografia

### Cinema
- Ragazze contro (Whatever), regia di Susan Skoog (1998)
- Echi mortali (Stir of Echoes), regia di David Koepp (1999)
- Il segno della libellula - Dragonfly (Dragonfly), regia di Tom Shadyac (2002)
- Lullaby, regia di Dorne M. Pentes (2002)
- Year of the Dog, regia di Mike White (2007)
- Neal Cassady, regia di Noah Buschel (2007)
- Mars, regia di Geoff Marslett (2008)
- The Missing Person, regia di Noah Buschel (2009)
- Little Fish, Strange Pond, regia di Gregory Dark (2009)
- Smiley, regia di Michael Gallagher (2012)

### Televisione
- The Adventures of Pete & Pete – serie TV, episodi 2x12-3x01 (1994-1996)
- West Wing - Tutti gli uomini del Presidente (The West Wing) – serie TV, episodio 1x13 (2000)
- E.R. - Medici in prima linea (ER) – serie TV, episodi 6x14-6x19-8x11 (2000-2002)
- Una mamma per amica (Gilmore Girls) – serie TV, 127 episodi (2000-2007)
- Law & Order - Unità vittime speciali (Law & Order: Special Victims Unit) – serie TV, episodio 3x05 (2001)
- Eleventh Hour – serie TV, episodio 1x10 (2009)
- CSI - Scena del crimine (CSI: Crime Scene Investigation) – serie TV, episodio 9x20 (2009)
- In Plain Sight - Protezione testimoni (In Plain Sight) – serie TV, episodio 2x01 (2009)
- Grey's Anatomy – serie TV, episodi 5x23 (2009)
- Anyone But Me – serie TV, 4 episodi (2010-2011)
- Private Practice – serie TV, episodio 4x15 (2011)
- Scandal – serie TV, 6 episodi (2012)
- A passo di danza (Bunheads) – serie TV, 6 episodi (2013)
- Le regole del delitto perfetto (How to Get Away with Murder) – serie TV, 90 episodi (2014-2020)
- Una mamma per amica - Di nuovo insieme (Gilmore Girls: A Year in the Life) – miniserie TV, episodi 1x01-1x02-1x03 (2016)
- La fantastica signora Maisel (The Marvelous Mrs. Maisel) – serie TV, 4 episodi (2019)
- Westworld - Dove tutto è concesso (Westworld) – serie TV, episodi 4x02-4x03 (2022)
- The Cleaning Lady – serie TV, 10 episodi (2022)

## Doppiatrici italiane
Nelle versioni in italiano dei suoi lavori, Liza Weil è stata doppiata da:
- Claudia Pittelli in Una mamma per amica (s. 1-5), Una mamma per amica - Di nuovo insieme
- Daniela Calò in Law & Order - Unità vittime speciali, La fantastica signora Maisel
- Perla Liberatori in Una mamma per amica (s. 6-7)
- Paola Valentini in E.R. - Medici in prima linea (ep. 6x14, 6x19)
- Maura Cenciarelli in E.R. - Medici in prima linea (ep. 8x11)
- Laura Facchin in CSI - Scena del crimine
- Letizia Scifoni ne Le regole del delitto perfetto
- Debora Magnaghi in Smiley
- Beatrice Caggiula in Scandal
- Selvaggia Quattrini in A passo di danza